# Плесо (Шенкурський район)
Плесо (рос. Плёсо) — селище в Шенкурському районі Архангельської області Російської Федерації.
Населення становить 206 осіб. Входить до складу муніципального утворення Ровдинське муніципальне утворення.

## Історія
Від 1937 року належить до Архангельської області.
Від 2004 року належить до муніципального утворення Ровдинське муніципальне утворення.

## Населення
1. Н/Д[2]